# Gruftkapelle der Freiherren von Gemmingen (Treschklingen)

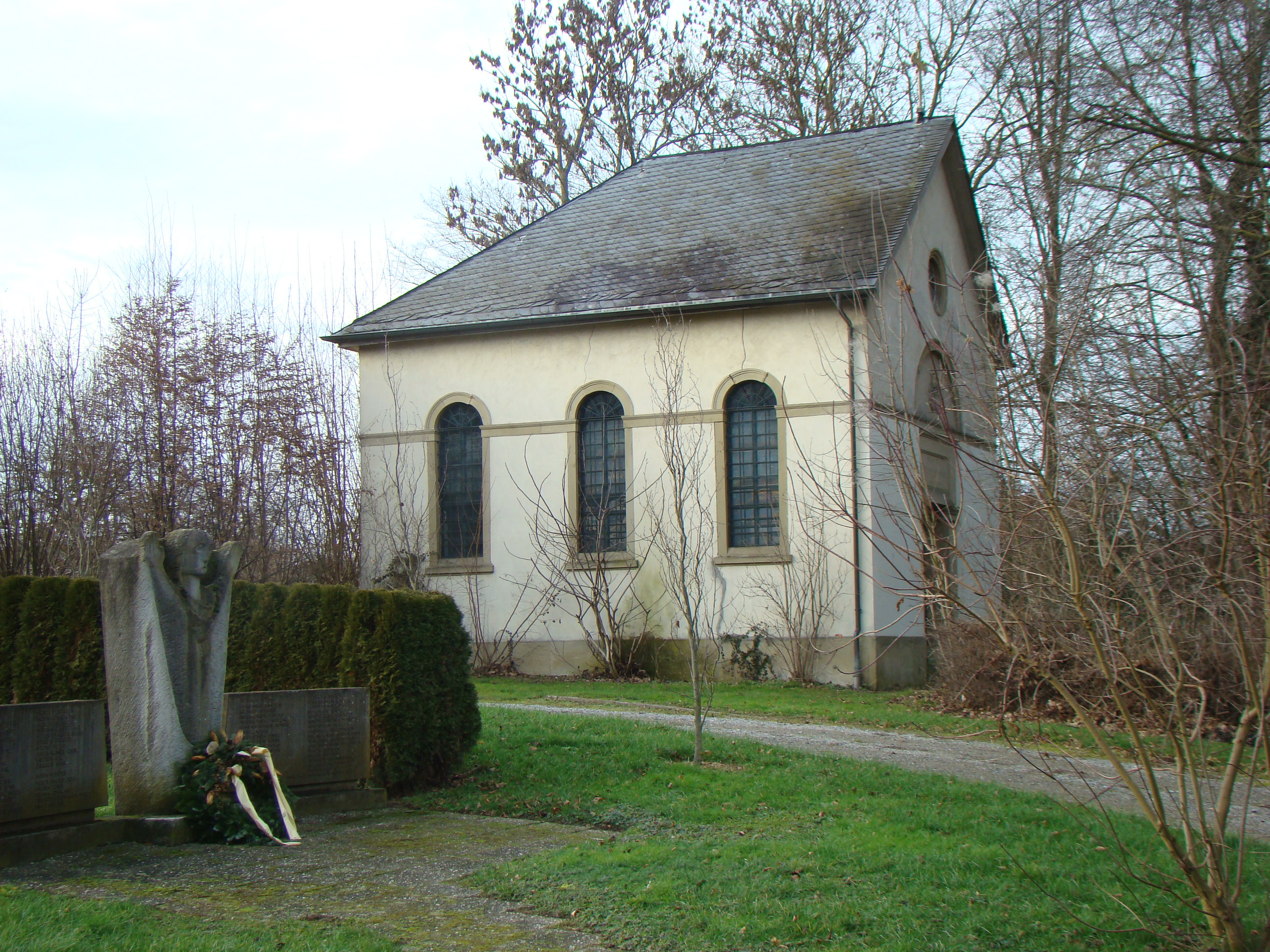
Gruftkapelle der Freiherren von Gemmingen in Treschklingen

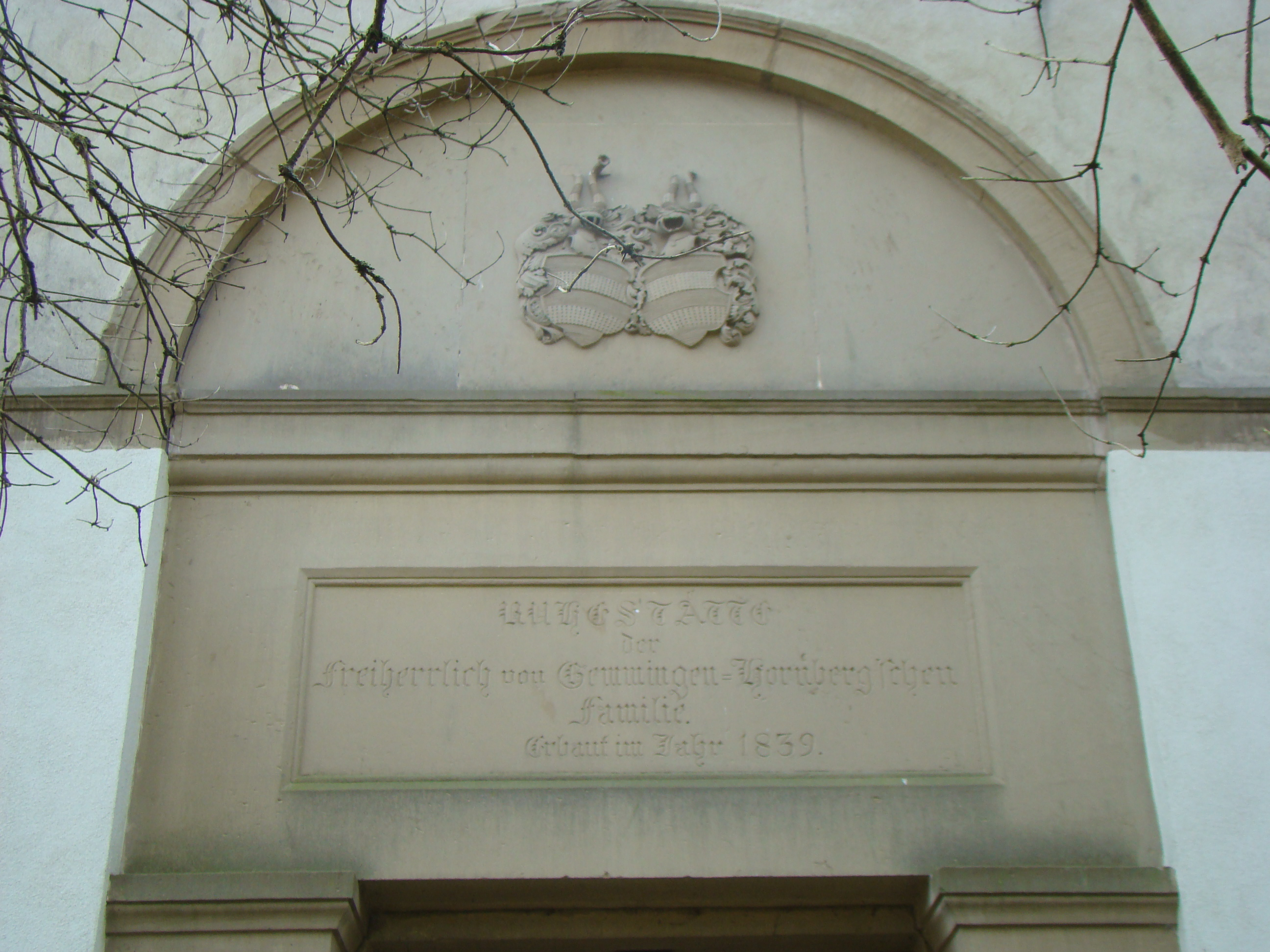
Portalbekrönung

Die Gruftkapelle der Freiherren von Gemmingen in Treschklingen, einem heutigen Stadtteil von Bad Rappenau im Landkreis Heilbronn im nördlichen Baden-Württemberg, wurde beim Friedhof des Ortes 1839 erbaut. Sie dient als Privatkapelle und Grablege des seit 1764 wieder katholischen Treschklinger Familienzweigs.

## Geschichte
Die Kapelle wurde durch den katholischen Sigmund Johann Nepomuk von Gemmingen (1777–1843) als Familiengruft und Privatkapelle erbaut. Die Notwendigkeit einer katholischen Kapelle hatte sich daraus ergeben, dass der Ort Treschklingen seit dem 16. Jahrhundert rein evangelisch war, während die Treschklinger Linie der Freiherren von Gemmingen mit Sigmund Johann Nepomuks Vater Sigmund von Gemmingen im Jahr 1764 wieder katholisch geworden war. Die Bauauflagen sahen vor, dass die Kapelle nur von der freiherrlichen Familie benutzt werden dürfe und das Bauwerk mit keinem Pfarrrecht verbunden sei. Die Grundsteinlegung fand am 6. Juli 1839 statt, den Bau führten der Werkmeister der Rappenauer Saline, H. Fritsch, und der Maurermeister Franz Eck aus. Eingeweiht wurde das turmlose klassizistische Bauwerk am 10. September 1839. Die Gattin des Bauherrn, Charlotte von Gemmingen, war 1842 die erste, die in der 51 Särge fassenden Gruft unter dem Gebäude beigesetzt wurde.
Das Altarbild der Kapelle stammt von dem Münchner Maler Zink und wurde 1869 von Sigmund Reinhard von Gemmingen (1819–1883) erworben. Die sechs rundbogigen Seitenfenster der Kapelle sind mit 20 Allianzwappen und fünf Einzelwappen der Freiherren von Gemmingen ausgeschmückt.
In den 1950er Jahren erhielt die Kapelle eine Leihglocke aus der Parkkapelle von Preichau (Przychowa in Niederschlesien). Die 1553 gegossene Bronzeglocke hatte einen Durchmesser von 34 cm und ein Gewicht von 23 kg. Mangels eines Turms oder eines Glockenstuhls wurde die Glocke im Freien zwischen zwei Bäumen aufgehängt und mittels einer Stange anlässlich der damals 14-täglich stattfindenden katholischen Gottesdienste geläutet. Später wurde die Glocke kaum mehr genutzt. 1983 bat die Stadt Hilden, die eine Patenschaft über den niederschlesischen Kreis Wohlau übernommen hatte, um Überlassung der Glocke. Der Bitte wurde stattgegeben, die Glocke befindet sich seitdem auf dem Hauptfriedhof in Hilden.
Eine weitere Gruftkapelle der Linie Treschklingen ließ Adolph von Gemmingen (1822–1902) in Fränkisch-Crumbach erbauen: die Sarolta-Kapelle als Mausoleum für seine 1892 verstorbene Frau Sarolta.

## Beigesetzte Personen
Bis 1991 wurden insgesamt 18 Personen in der Gruft beigesetzt.
- Sigmund Johann Nepomuk von Gemmingen (1777–1843) und seine Gattin Charlotte von Gemmingen-Hornberg (1785–1842)
- Ernst Ludwig von Gemmingen (*/† 1850), Sohn von Adolph von Gemmingen (1822–1902)
- Caroline von Gemmingen (1848–1855), Tochter von Sigmund Reinhard von Gemmingen (1819–1883)
- Sigmund Reinhard von Gemmingen (1819–1883) und seine Frau Emilie von Handel (1815–1869)
- Antonia von Gemmingen (1836–1892), Tochter von Franz Karl von Gemmingen (1806–1867)
- Gustav Weiprecht von Gemmingen (1849–1897) und seine Frau Viktoria von Wiser (1854–1914)
- Luise von Gemmingen (1846–1919), Tochter von Sigmund Reinhard von Gemmingen (1819–1883)
- Karl Friedrich von Gemmingen (1920–1922), Sohn von Adolph Anton von Gemmingen (1886–1963)
- Sigmund Otto von Gemmingen (1851–1928), Sohn von Gustav von Gemmingen (1813–1894)
- Franz Maria Hans Weiprecht von Gemmingen (1905–1945), Sohn von Gustav Sigmund Reinhard von Gemmingen (1871–1943)
- Sarolta von Gemmingen (1882–1950), Tochter von Gustav Weiprecht von Gemmingen (1849–1897)
- Sigmund Reinhard von Gemmingen (1907–1952), Sohn von Gustav Sigmund Reinhard von Gemmingen (1871–1943)
- Eleonore Charlotte von Gemmingen (1884–1956), Tochter von Gustav Weiprecht von Gemmingen (1849–1897)
- Franziska von Gemmingen (1904–1961), Tochter von Gustav Sigmund Reinhard von Gemmingen (1871–1943)
- Maria von Gemmingen (1893–1964), Tochter von Gustav Weiprecht von Gemmingen (1849–1897)

Eine Gedenktafel erinnert seit 1943 außerdem an den im Zweiten Weltkrieg vermissten Robert von Gemmingen (Pater Augustinus OSB), Sohn von Gustav Sigmund Reinhard von Gemmingen (1871–1943).